# 47Soul
47Soul ist eine palästinensische Band, die zu den wichtigsten Vertretern der Shamstep-Bewegung im Nahen Osten gehört. Die Band ist in London ansässig.

## Hintergrund
47Soul wurde 2013 von Tareq Abu Kwaik (auch bekannt als El Far3i), Walaa Sbeit, Ramzy Suleiman und Hamza Arnaout in Jordanien gegründet. Der Name 47Soul bezieht sich auf das Jahr 1947, als durch den UN-Teilungsplan Palästinenser vertrieben wurden und das Reisen erschwert wurde. Sie singen auf Englisch und Arabisch, damit sie ein breiteres und vielfältigeres Publikum erreichen können.
Die Mitglieder der Band träumen von einer Welt ohne Grenzen und ihre Songtexten sind stark politisch geprägt. Zum Beispiel spielt der Song Moved Around auf die Leute auf der Tanzfläche an, die bewegt werden, sowie auf Leute, die unfreiwillig vertrieben werden. Der Song Border Ctrl verweist auf den Zusammenhang zwischen den Kontrollpunkten, die zur Trennung von Arabern und Juden errichtet wurden, und den Kontrollpunkten zwischen den USA und Mexiko.
Ihr erstes Album, Balfron Promise, ist einerseits eine Anspielung auf die Balfour-Deklaration, anderseits auf den Balfron-Tower, wo das Album entstand. Das zweite Album, das 2020 erschien, erinnert durch den Titel Semitics daran, dass Arabisch eine semitische Sprache ist und dass Juden und Araber durch eine gemeinsame Sprachfamilie verbunden sind.
2022 veröffentlichte die Band die Single Shireen in Ehren an die am 11. Mai 2022 getötete Journalistin Shireen Abu Akleh.

## Musikstil
Die Band ist Gründerin des Genres Shamstep, einer Mischung aus Dubstep und Sham, der arabischen Bezeichnung für den Nahen Osten. Dabei wird die traditionelle Dabke-Musik mit elektronischen Elementen vermischt.

## Diskographie

### Alben
- 2018: Balfron Promise
- 2020: Semitics

### EPs
- 2015: Shamstep
- 2020: Border Ctrl

### Singles
- 2017: Mo Light
- 2018: Hold Your Ground
- 2020: Dabke System
- 2020: Run
- 2022: Shireen
- 2022: Sghar El Balad